# 弗赖堡足球俱乐部
弗赖堡足球俱乐部（德語：Freiburger FC）是德国巴登-符腾堡州城市弗赖堡历史最悠久的足球俱乐部。它是在1897年由大约670位会员所创立，并且是德国足球协会的创始俱乐部之一。俱乐部历史上的高光时刻是曾在1907年夺得德国足球冠军，此后所取得的最佳成绩则是在1977年至1982年间曾于德国足球乙级联赛作赛。